# 沙蒂永昂迪瓦
沙蒂永昂迪瓦（法語：Châtillon-en-Diois）是法国德龙省的一个市镇，属于迪区。该市镇总面积28.02平方公里，2009年时的人口为561人。

## 人口
沙蒂永昂迪瓦人口变化图示